# Джованні Джентіле
Джованні Джентіле (італ. Giovanni Gentile, 30 травня 1875, Кастельветрано — 15 квітня 1944, Флоренція) — італійський філософ, засновник теорії «актуалістічного ідеалізму», також теоретик італійського фашизму.
Закінчив класичний ліцей Ximenes в Трапані. У 1897 році закінчив Пізанське вище педагогічне училище, де зазнав впливу німецької класичної філософії. Перша його книга була присвячена Марксу, якого він трактував як ідеаліста. У 1903—1922 спільно з Б. Кроче видавав журнал «Критика» («La Critica»). З 1907 року викладає в університеті міста Палермо, в 1914 році Джентіле залишає Палермо і переїжджає в Пізу, де отримує кафедру теоретичної філософії в місцевому університеті, а в 1917 стає професором філософії Римського університету.
У 1923 році, будучи членом ліберальної партії, отримує посаду міністра освіти в уряді Муссоліні. У 1925 році Джентіле публікує «Маніфест фашистських інтелектуалів до інтелектуалів всіх націй», а в 1929 році видає свою книгу «Основи фашизму», в якій фашизм оспівується як нова політична ідея або віра, завдання якої — створення нової «етичної держави». У 1936 році ця книга була переведена на німецьку мову. Як член фашистської партії Джентіле був сенатором, головою ради за освітою (1926—1928), членом Великої фашистської ради (1925—1929) і головою комісії з реформи конституції.
20 листопада 1943 року Джованні Джентіле погодився очолити Академію наук Італійської Соціальної Республіки, створеної Муссоліні в Північній і Центральній Італії за підтримки нацистської Німеччини.

У 1944 році убитий партизанами на вулиці у Флоренції.